# فرانچسکو لامانا
فرانچسکو لامانا (انگلیسی: Francesco Lamanna؛ زادهٔ ۱۱ ژانویهٔ ۲۰۰۲) بازیکن فوتبال اهل ایتالیا است.
وی همچنین در تیم‌های ملی فوتبال زیر ۱۷ سال ایتالیا و زیر ۱۸ سال ایتالیا بازی کرده‌است.